# Bunuri mobile din domeniul arheologie clasate în patrimoniul cultural național al României aflate în județul Arad
Acestă listă conține bunurile mobile din domeniul arheologie clasate în Patrimoniul cultural național al României aflate la momentul clasării în județul Arad.

## Tezaur
| Foto | Informații generale      | Detalii tehnice | Descriere | Deținător                               | Legături |
| ---- | ------------------------ | --- | --- | --------------------------------------- | -------- |
|      | Con din foiță aur        | Datare: a doua parte a mileniului V a.Chr Descoperit: jud. ARAD, com. Pecica, Pecica, Pecica Est "Smart Diesel" Material: foiță de aur; ciocănire                                                                          | Formă conică, decorată spre bază cu un registru format din patru linii concentrice, realizate prin impresiune. Realizată din foiță de aur, cu grosimea de 0,01 cm. Piesa este întreagă, cu partea interioară a bazei ușor deschisă din antichitate. | Direcția Județeană pentru Cultură, Arad | Cimec    |
|      | Con din foiță aur        | Datare: a doua parte a mileniului V a.Chr Descoperit: jud. ARAD, com. Pecica, Pecica, Pecica Est "Smart Diesel" Material: foiță de aur; ciocănire                                                                          | Formă conică, decorată spre bază cu un registru format din patru linii fine concentrice, realizate prin impresiune. În zona superioară prezintă un mic orificiu. Pe o parte prezintă o crăpătură dinspre bază spre zona mediană a piesei, baza fiind ușor desfăcută. | Direcția Județeană pentru Cultură, Arad | Cimec    |
|      | Cercel                   | Datare: a doua parte a mileniului V a.Chr Descoperit: jud. ARAD, com. Pecica, Pecica, Pecica Est "Smart Diesel" Material: sârmă de aur, ciocănire                                                                          | Cercel plurispiralic, format dintr-o singură sârmă de aur, prezintă patru spire în partea inferioară, și datorită tehnicii de îndoire succesivă în "S", doar una în partea superioară. Unul din capete este ascuțit. | Direcția Județeană pentru Cultură, Arad | Cimec    |
|      | Cercel                   | Datare: a doua parte a mileniului V a.Chr Descoperit: jud. ARAD, com. Pecica, Pecica, Pecica Est "Smart Diesel" Material: sârmă de aur, ciocănire                                                                          | Cercel plurispiralic, format dintr-o singură sârmă de aur, prezintă patru spire în partea inferioară, și datorită tehnicii de îndoire succesivă în "S", doar o spiră în partea superioară. Unul din capete ascuțit, iar celălalt închis prin răsucire. | Direcția Județeană pentru Cultură, Arad | Cimec    |
|      | Pandantiv de aur         | Datare: a doua parte a mileniului V a.Chr Descoperit: jud. ARAD, com. Pecica, Pecica, Pecica Est "Smart Diesel" Dimensiuni: diam perforație centrală: 0,4 cm Material: tablă de aur, ciocănire                             | Pandantiv în formă de scut, cu un orificiu central și alte patru mai mici, echidistante, dispuse iîn partea de sus. De o parte și de alta a orificiului central prezintă două mici proeminențe, realizate prin martelare. | Direcția Județeană pentru Cultură, Arad | Cimec    |
|      | Saltaleon din aur        | Datare: a doua parte a mileniului V a.Chr Descoperit: jud. ARAD, com. Pecica, Pecica, Pecica Est "Smart Diesel" Dimensiuni: fragment 1: L=1,6, D=0,3x0,4 cm; fragment 2: L=0,7, D=0,3 cm Material: sârmă de aur, ciocănire | Saltaleon din aur. Format din două bucăți rupte din antichitate, una din 10 spire , iar una din 2 spire. Confecționată din sârmă cu profil rectangular răsucită spiralic. Cel de-al doilea fragment este ușor deformat, aplatizat. | Direcția Județeană pentru Cultură, Arad | Cimec    |
|      | Con din foiță aur        | Datare: a doua parte a mileniului V a.Chr Descoperit: jud. ARAD, com. Pecica, Pecica, Pecica Est "Smart Diesel" Material: foiță de aur; ciocănire                                                                          | Formă conică, decorată spre bază cu un registru format din șase linii concentrice fine, realizate prin impresiune. În zona superioară prezintă un mic orificiu îngust. Prezintă două crăpături dinspre bază spre zona mediană a piesei, baza fiind ușor desfăcută pe zona afectată. | Direcția Județeană pentru Cultură, Arad | Cimec    |
|      | Con din foiță aur        | Datare: a doua parte a mileniului V a.Chr Descoperit: jud. ARAD, com. Pecica, Pecica, Pecica Est "Smart Diesel" Material: foiță de aur; ciocănire                                                                          | Piesă cu formă conică, decorată spre bază cu un registru format din patru linii concentrice, realizate prin impresiune. În zona superioară prezintă un mic orificiu. Prezintă o crăpătură în axul lung și o alta dinspre bază spre vârf, baza fiind ușor desfăcută în zona deteriorată. | Direcția Județeană pentru Cultură, Arad | Cimec    |
|      | Con din foiță aur        | Datare: a doua parte a mileniului V a.Chr Descoperit: jud. ARAD, com. Pecica, Pecica, Pecica Est "Smart Diesel" Material: foiță de aur; ciocănire                                                                          | Forma piesei este conică, decorată spre bază cu un registru format din patru linii concentrice, realizate prin impresiune. În zona superioară prezintă un mic orificiu. Pe o parte prezintă o crăpătură dinspre bază spre zona mediană a piesei, baza fiind ușor desfăcută. | Direcția Județeană pentru Cultură, Arad | Cimec    |
|      | Con din foiță aur        | Datare: a doua parte a mileniului V a.Chr Descoperit: jud. ARAD, com. Pecica, Pecica, Pecica Est "Smart Diesel" Material: foiță de aur; ciocănire                                                                          | Piesa are o formă conică, decorată spre bază cu un registru format din cinci linii concentrice, realizate prin impresiune. Piesa este închisă în zona superioară. Pe o parte prezintă o crăpătură dinspre bază spre zona mediană a piesei. | Direcția Județeană pentru Cultură, Arad | Cimec    |
|      | Con din foiță aur        | Datare: a doua parte a mileniului V a.Chr Descoperit: jud. ARAD, com. Pecica, Pecica, Pecica Est "Smart Diesel" Material: foiță de aur; ciocănire                                                                          | Piesa are o formă conică, decorată spre bază cu un registru format din șapte linii concentrice, realizate prin impresiune. În zona superioară prezintă un mic orificiu. Pe o parte prezintă o crăpătură dinspre bază spre zona mediană a piesei, baza fiind ușor desfăcută. | Direcția Județeană pentru Cultură, Arad | Cimec    |
|      | Con din foiță aur        | Datare: a doua parte a mileniului V a.Chr Descoperit: jud. ARAD, com. Pecica, Pecica, Pecica Est "Smart Diesel" Material: foiță de aur; ciocănire                                                                          | Piesa are o formă conică, decorată spre bază cu un registru format din șase linii concentrice, realizate prin impresiune. Pe o parte prezintă o crăpătură dinspre bază spre zona mediană a piesei. | Direcția Județeană pentru Cultură, Arad | Cimec    |
|      | Con din foiță aur        | Datare: a doua parte a mileniului V a.Chr Descoperit: jud. ARAD, com. Pecica, Pecica, Pecica Est "Smart Diesel" Material: foiță de aur; ciocănire                                                                          | Piesa are formă conică, fiind nedecorată. Pe o parte prezintă o crăpătură dinspre bază până la vârf. În zona deteriorată a bazei lipsește un mic fragment. | Direcția Județeană pentru Cultură, Arad | Cimec    |
|      | Cercel plurispiralic     | Datare: a doua parte a mileniului V a.Chr Descoperit: jud. ARAD, com. Pecica, Pecica, Pecica Est "Smart Diesel" Dimensiuni: grosime fir: 0,18 x 1,2 mm Material: foiță de aur; ciocănire                                   | Cercel plurispiralic, format dintr-o singură sârmă de aur, prezintă cinci spire în partea inferioară și datorită tehnicii de îndoire succesivă în "S", doar una în partea superioară. Unul din capete este ascuțit. | Direcția Județeană pentru Cultură, Arad | Cimec    |
|      | Cercel plurispiralic     | Datare: a doua parte a mileniului V a.Chr Descoperit: jud. ARAD, com. Pecica, Pecica, Pecica Est "Smart Diesel" Material: foiță de aur; ciocănire                                                                          | Cercel plurispiralic, format dintr-o singură sârmă de aur, prezintă cinci spire în partea inferioară și datorită tehnicii de îndoire succesivă în "S", doar una în partea superioară. Ambele capete sunt ascuțite. Piesa este întreagă. Prezintă o deformare accentuată în urma presiunii solului. | Direcția Județeană pentru Cultură, Arad | Cimec    |
|      | Piesă tubulară din aur   | Datare: a doua parte a mileniului V a.Chr Descoperit: jud. ARAD, com. Pecica, Pecica, Pecica Est "Smart Diesel" Material: foiță de aur; ciocănire                                                                          | Tub confecționat din trei foițe fine de aur suprapuse și rulate împreună. Decorat cu linii succesive fine impresionate. Unul din capete este închis și bine reliefat. Capătul opus este nedecorat. În axul longitudinal, se observă zona de îmbinare a foițelor suprapuse. Piesa este îndoită spre mijloc, fiind totodată perforată intenționat din vechime. | Direcția Județeană pentru Cultură, Arad | Cimec    |
|      | Piesă tubulară din aur   | Datare: a doua parte a mileniului V a.Chr Descoperit: jud. ARAD, com. Pecica, Pecica, Pecica Est "Smart Diesel" Material: foiță de aur; ciocănire                                                                          | Tub confecționat din trei foițe fine de aur suprapuse și rulate împreună, decorat cu linii succesive fine impresionate. Unul din capete este închis și bine reliefat, capătul opus este nedecorat. În axul longitudinal, se observă zona de îmbinare a foițelor suprapuse. Pe mijloc, piesa este deformată, iar pe toată suprafața prezintă urme de lovire din vechime. | Direcția Județeană pentru Cultură, Arad | Cimec    |
|      | Monoxilă                 | Descoperit: Zădăreni, Parcul Natural Lunca Mureșului Material: lemn din esență generală quvercus; fasonare, cioplire, finisare                                                                                             | Monoxilă din lemn. | Direcția Județeană pentru Cultură, Arad | Cimec    |
|      | Vas antropomorf (berbec) | Descoperit: jud. ARAD, com. Șagu, Șagu Dimensiuni: L: 19 cm, l: 8,7 cm, H: 10,6 cm, Gr: 0,6 / 0,7 cm Material: lut ars | Vasul zoomorf este modelat în formă de berbec. Pântecul acesteia este decorat cu caneluri și incizii dispuse vertical; coloana vertebrală și coada sunt reprezentate prin nervuri crestate. Coarnele încovoiate sunt decorate cu mici crestături. Ochii sunt realizați printr-o mică incizie circulară; picioarele din față au reliefate și copitele, printr-o mică crestătură. Gura vasului este dispusă în partea dorsală a piesei.. Stare de conservare: bună; fragil, restaurat. | Complexul Muzeal Arad, Arad             | Cimec    |